# コルムベルク
コルムベルク (ドイツ語: Colmberg) は、ドイツ連邦共和国バイエルン州ミッテルフランケンのアンスバッハ郡に属す市場町。

## 地理

### 位置
コルムベルクは、フランケンヘーエ自然公園内、アルトミュール川沿いに位置する。

### 自治体の構成
この町は、公式には12の地区 (Ort) からなる。このうち小集落や孤立農場などを除く集落を以下に列記する。
- アウアーバッハ
- ビーク
- ビンツヴァンゲン
- コルムベルク
- モイヒライン
- オーバーフェルデン
- ポッペンバッハ
- ウンターフェルデン

## 歴史

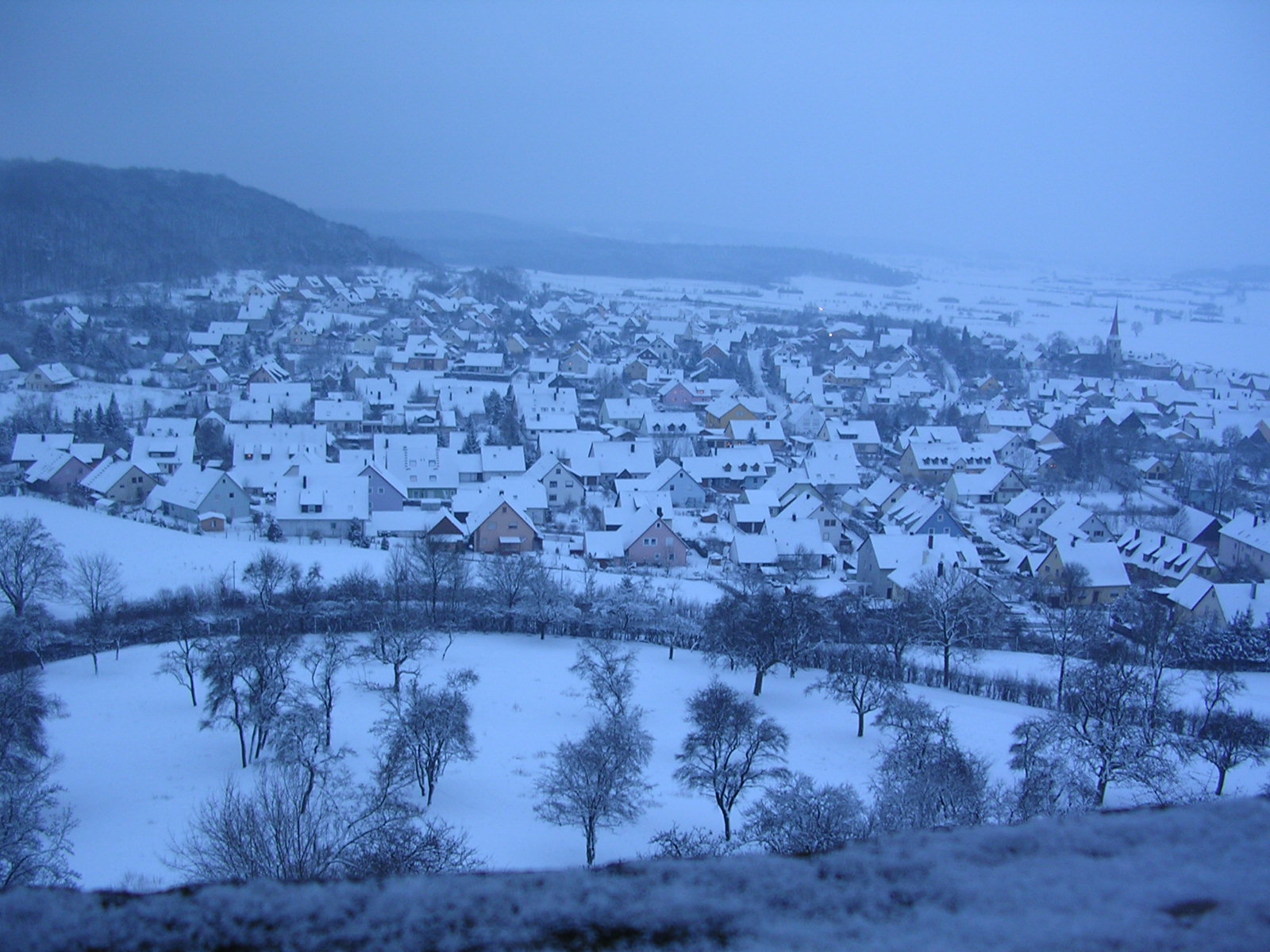
コルムベルク城から見下ろすコルムベルクの街の雪景色

770年頃に"コルベンベルク"に木造の防衛施設が建造されたのが、アルテンシュタット（コルムベルクの旧名）の起源である。コルムベルクは939年にフランケン公領とともに帝国レーエンとなった。皇帝オットー3世は、1000年にコムベルク周辺地域の狩猟権をヴュルツブルク司教に与えた。コルムベルクは1128年、ホーエンローエ伯のレーエンとなった。1150年から1240年頃、古い防衛施設が改装され、皇帝の代官が管轄する直轄城となった。1254年、シュタウフェン朝の終焉後、トルーエンディンゲン伯フリードリヒは帝国レーエンのコルムブルクを強引に併合した。トルーエンディンゲン伯フリードリヒ3世と同家のコンラートはコルムベルクをニュルンベルク城伯フリードリヒ4世に売却した。1320年頃にコルムベルクは、城伯の（後には辺境伯の）代官が駐在するオーバーアムト（上級地方行政官庁）の所在地となった。1361年「アルテンシュタット」（コルムベルク市場）が初めて文献に記録されている。また、1375年には聖ウルスラ教区教会についての初めての記録が現れる。1408年にコルムベルク城で生まれた城伯フリードリヒ6世は、1415年にブランデンブルク選帝侯となった。1449年、この町は、ローテンブルク軍によって焼き討ちされた。1500年頃には、コルムベルクは辺境伯の森林監督局の所在地となった。1525年、蜂起した農民兵「ローテン・コンラート」によりコルムベルクは消失した（ドイツ農民戦争）。1528年、ゲオルク敬虔伯により宗教改革がもたらされた。1631年、皇帝軍の将軍ティリー伯によって焼け落ちた。市場町コルムベルクは、1791年にプロイセン領となり、1797年にロイタースハウゼン司法局の支局が置かれた。1806年のライン同盟により、この町はバイエルン領となった。バイエルン王国の行政改革の時代、1818年に現在の自治体が成立した。1880年に、それまで城におかれていた会計局が閉鎖されると、この城は私有物となった。1972年にアウエルバッハとビークの一部、オーバーフェルデンの全域が市場町コルムベルクに合併した。さらに1978年にはビンツヴァンゲンとポッペンバッハもこの町に合併した。
コルムベルクのヘスラブロン地区は、1992年にヨーロッパ・ノストラ・メダル（外部リンク参照）を獲得した。

## 行政

### 議会
コルムブルクの議会は、首長を含めて15議席からなる。

### 紋章
金地で、3つの峰を持つ緑の山から、緑の葉と茎を持つ黒い葦の穂。

### 友好都市
- ヴァルテンブルク （ドイツ、ザクセン＝アンハルト州、現在はケムベルク市の市区）

## 人物
- ルートヴィヒ・シェーバーライン (1813 - 1881) 神学教授

## 文化と見所

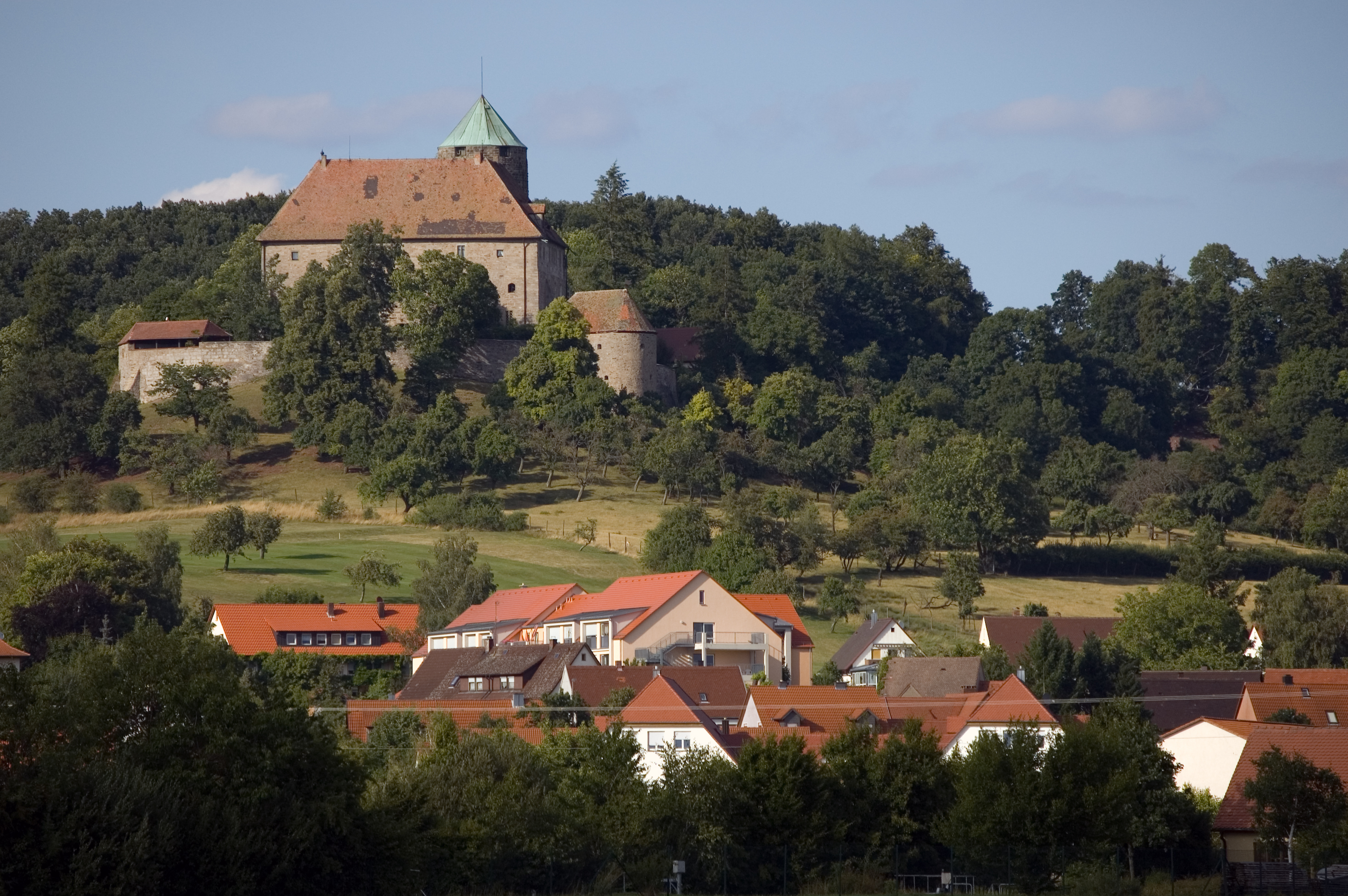
コルムベルク城

### 博物館
- クラインシュロート私立博物館

### 建築物
- コルムベルク城
- ビンツヴァンゲンのバロック様式の教会

## 経済と社会資本
コルムベルクは、ロマンティック・フランケン観光連盟に加盟している。

### 交通
アウトバーンA6号線およびA7号線が、いずれもコルムベルクから約14kmほどの場所を走っている。

## 引用
1. ↑  https://www.statistikdaten.bayern.de/genesis/online?operation=result&code=12411-003r&leerzeilen=false&language=de Genesis-Online-Datenbank des Bayerischen Landesamtes für Statistik Tabelle 12411-003r Fortschreibung des Bevölkerungsstandes: Gemeinden, Stichtag (Einwohnerzahlen auf Grundlage des Zensus 2011)
2. ↑  Bayerische Landesbibliothek Online